# Santo André (Brasil)
Santo André és una ciutat de l'estat brasiler de São Paulo situada a 18 km de la ciutat de São Paulo. Fa part de la regió metropolitana de la capital.
En els anys 1950 i 1960 van començar instal·lar-se grans indústries (especialment indústries mecàniques i de peces per automòbils) i el gran creixement de la seva població.

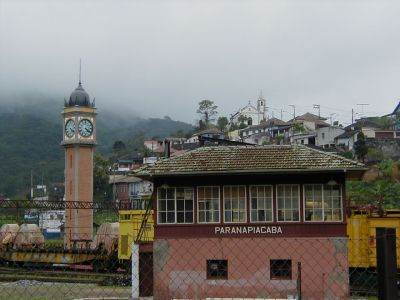
Paranapiacaba, antiga estació de ferrocarril al sud del municipi de Santo André.

## Districtes
- Paranapiacaba
- Utinga
- Capuava
- Camilopolis

## Esports
- Esporte Clube Santo André, el club de futbol de la ciutat.

## Història
El nom de la ciutat es remunta a l'antiga ciutat de Santo André dona Borda do Campo, que existia al Gran ABC. Aquest poble va ser fundat per John Ramalho, que es va unir a la Bartira Índia, la filla del cap de Tibiriçá de la tribu de Guaiana. El 8 d'abril de 1553, la seva sol·licitud per a transformar la regió en què vivia a Vila va comptar amb la presència del governador Tomé de Sousa.
En 1558, Ramalho ha de governar la ciutat com Capità General. El 1560, a causa de la rivalitat entre els jesuïtes de Sao Paulo i l'alcalde i el conflicte amb els pobles indígenes de la Federació de Tamoios, el Governador General de Mem de Sá va decidir traslladar del poble als camps de Sao Paulo, que des de 1.554 s'ha situat el Col·legi de São Paulo - construït a la pista actual de l'Escola.
El 1889 va ser instal·lada al municipi de Sant Bernat, que incloïa el territori que ara s'anomena el Gran ABC, que és Santo André, São Bernardo do Campo, São Caetano, Diadema, Maua, Ribeirão Pires i Rio Grande da Serra.
El nom de Sant Andreu només va reaparèixer el 1910 amb la creació d'un districte a la vora del tren de Sao Paulo o el Jundiaí Santos. En aquest moment, la regió va ser la zona de l'estació de tren, el municipi de Sant Bernat.
(Més informació pot ser afegit a la consulta amb el Museu Municipal, ubicat a Rua Senador Flaquer el municipi de Santo André, a l'estat d'SP.

## Demografia
Gran part de la població de la ciutat és descendent d'immigrants italians, espanyols, portuguesos, japonesos i alemanys. Però un no ha d'ignorar la història de São Paulo abans de la immigració, amb la formació d'origen portuguès, indígenes i africans.
No obstant això, des de la dècada de 1960, l'afluència de persones d'altres estats per a la ciutat va augmentar considerablement. S'estima que actualment al voltant del 20% de la població de Sant Andreu no és Sao Paulo. Bahia, Minas Gerais i Paraná, els immigrants són més nombrosos.